# B.A. Robertson
B.A. Robertson, właśc. Brian Alexander Robertson (ur. 12 września 1956 w Glasgow) – szkocki piosenkarz, kompozytor i aktor.

## Działalność muzyczna
Jako piosenkarz największe sukcesy odnosił w latach 1979–1981, gdy na brytyjskiej liście UK Singles Chart pojawiały się kolejno jego największe przeboje: „Bang Bang” (pozycja 2 na liście z sierpnia 1979), „Knocked It Off” (pozycja 8), „Kool In The Kaftan” (pozycja 17) i „To Be Or Not To Be” (pozycja 9). Wszystkie te nagrania pochodziły z jego trzeciej płyty zatytułowanej Initial Success, która dotarła do miejsca 32-go brytyjskiej listy UK Albums Chart. Ostatnim przebojem artysty, który pojawił się na liście brytyjskiej Top 40 był utwór „Hold Me” z miejsca 11-tego wykonywany w duecie z Maggie Bell.
Robertson napisał bądź był współautorem piosenek Cliffa Richarda: „Carrie”, „Wire for Sound” i „Language Of Love”.
Wraz z Mikiem Rutherfordem napisał dla zespołu Mike and the Mechanics takie przeboje jak „Silent Running” i „The Living Years” (nominowana do nagrody Grammy w kategorii piosenka roku w 1990).
Skomponował również „We Have A Dream” dla drużyny narodowej Szkocji na Mistrzostwa Świata w Piłce Nożnej 1982 w Hiszpanii.
W roku 1983 wraz z Terry Brittenem i Sue Shifrin jako współautorami piosenki „Pumpin’ And Blowin” do filmu The Pirate Movie otrzymał niechlubną nagrodę Złotej Maliny w kategorii najgorszej piosenki roku 1982.
Na przestrzeni wielu lat kariery otrzymał ponad 70 srebrnych, złotych i platynowych płyt.

## Wybrana dyskografia

### Albumy
- 1973 – Wringing Applause, Ardent ADS2804,
- 1976 – Shadow Of A Thin Man, Arista / Sparty 1000
- 1980 – Initial Success, Asylum K52216
- 1981 – Bully For You, Asylum K52275
- 1982 – R&BA, Asylum K52383

### Kompilacje
- 2005 – The Platinum Collection, Warner Platinum (CD)

### Single
- 1973 – „Moira’s Hand/To My Star”, Ardent ADA 2907
- 1976 – „All The Thin Men/School Report”, Arista 64
- 1979 – „Goodebumps/The B-Side”, Asylum K13146
- 1979 – „Bang Bang/2(b) B Side The C Side”, Asylum K13152
- 1979 – „Knocked It Off/Sci-Fi”, Asylum K12396
- 1980 – „Kool In The Kaftan/Baby I’m A Bat”, Asylum K12427,
- 1980 – „To Be Or Not To Be/Language Of Love (Live)/Hot Shot (Live)”, Asylum K12449
- 1980 – „Flight 19/Alright On The Night”, Asylum K12482
- 1981 – „Sucker For Your Love (Live)/Man Or A Mouse (Live)”, Asylum SAM 131,
- 1981 – „Hold Me/Spring Greens”, Swan Song BAM 1 (duet z Maggie Bell)
- 1981 – „Sain Saens/Gonzo For My Girlfriend (Live)”, Asylum K12523
- 1982 – „We Have A Dream/Wrap Up The Cup”, WEA K19145
- 1982 – „Ready Or Not/Les Beans”, Asylum K12602
- 1982 – „One Plus One/UNKNOWN”, Asylum K12595
- 1983 – „Dot Dot Dot/Keep Off The Glass”, Asylum K13190
- 1983 – „Now And Them/Page 15B Scene 8A”, After Hours AFT10 (Z filmu „Living Apart Together”)
- 1984 – „Time/(I Am) The Seeker”, RCA 104217 (utwór ze strony A w duecie z Fridą z ABBY)
- 1986 – „Ceud Mìle Failte (A Hundred Thousand Welcomes)/See You In Auckland”, BBC RESL 192
- 1989 – „Bang Bang/To Be Or Not To Be”, Old Gold OG9914

## Filmografia
- 1980 The Monster Club
- 1982 Living Apart Together